# (19122) Amandabosh
(19122) Amandabosh es un asteroide perteneciente al cinturón de asteroides descubierto el 7 de noviembre de 1985 por Edward Bowell desde la Estación Anderson Mesa (condado de Coconino, cerca de Flagstaff, Arizona, Estados Unidos).

## Designación y nombre
Designado provisionalmente como 1985 VF1. Fue nombrado en honor a Amanda S. Bosh (n. 1965) quien es profesora en el Departamento de Ciencias Terrestres, Atmosféricas y Planetarias del Instituto Tecnológico de Massachusetts. Experta en ocultaciones planetarias, su investigación incluye las propiedades de los anillos de Saturno y las atmósferas de Tritón y Plutón.

## Características orbitales
Amandabosh está situado a una distancia media del Sol de 2,360 ua, pudiendo alejarse hasta 2,866 ua y acercarse hasta 1,854 ua. Su excentricidad es 0,214 y la inclinación orbital 1,220 grados. Emplea 1324,01 días en completar una órbita alrededor del Sol.

## Características físicas
La magnitud absoluta de Amandabosh es 14,65. Tiene 4,411 km de diámetro y su albedo se estima en 0,100.